# Championnat de France de basket-ball 2006-2007
Navigation
Saison précédente Saison suivante
La saison 2006-2007 du championnat de France Pro A de basket-ball est la 85e édition du championnat de France masculin de basket-ball, la 20e depuis la création de la LNB.
À la fin de la saison régulière, les équipes classées de 1 à 8 sont automatiquement qualifiées pour les quarts de finale des playoffs. Le vainqueur de ces playoffs est désigné Champion de France.Le tenant du titre, Le Mans, va essayer cette année de remporter le cinquième titre de son histoire.
En raison du passage de 18 à 16 clubs pour l'année prochaine, les équipes classées 16e à 18e de Pro A à l'issue de la saison régulière du championnat, descendent en Pro B. Elles seront remplacées par le club champion de France de Pro B, à la condition, bien sûr, qu'il satisfasse aux règles du contrôles de la gestion financière et aux conditions du cahier des charges imposé aux clubs de Pro A. Sinon le 16e peut être repêché si le club de Pro B ne remplit pas ces conditions.

## Qualifications en Coupe d'Europe
Deux places sont à pourvoir en Euroligue, une place est attribuée pour trois ans au club le mieux classé sur le « ranking Euroleague ». La décision d'attribuer un passe droit de trois ans à un des clubs de Pro A sera pris à la fin de cette saison. L'autre place en Euroligue sera attribué au champion de France ou au premier voir le deuxième de la saison régulière si le club choisi dans le cadre du « ranking Euroleague » est champion ou champion et premier de la saison régulière.
Quatre places sont à pourvoir en Coupe ULEB, la première place est attribuée au finaliste des play-offs, ou au mieux classé de la saison régulière des deux demis finalistes sortants si le finaliste est le club choisi dans le cadre du « ranking Euroleague ». La seconde place est attribuée au mieux classé de la saison régulière des deux demis finalistes sortants. Au cas où le meilleur des deux demis finalistes sortant est déjà destinataire d’une place en Coupe ULEB, à la suite de l'exception précédente ou que le club choisi dans le cadre du « ranking Euroleague » est ce demi-finaliste sortant, le deuxième demi-finaliste se verra attribué la seconde place en Coupe ULEB. Une troisième place est attribuée au vainqueur de la Coupe de France selon les places disponibles et est intégré dans le tour le plus proche de la compétition. Une quatrième place sera attribuée au vainqueur de la Semaine des As selon les places disponibles restantes. En cas de qualification pour l’Euroligue  ou pour l’Coupe ULEB du vainqueur de la Coupe de France et/ou de la Semaine des As, ou en cas de désistement d’un club qualifié, les places restantes seront attribuées aux clubs dans l’ordre du classement de la saison régulière.
Enfin, les places de FIBA EuroCup dont disposera la LNB seront attribuées aux clubs ne disposant pas encore de place en compétition européenne, dans l’ordre du classement de la saison régulière.
| Compétition Européenne | Clubs             | Raison d'attribution            |
| ---------------------- | ----------------- | ------------------------------- |
| Euroligue              | Le Mans           | Ranking Euroleague              |
| Euroligue              | Roanne            | Champion de France              |
| Coupe ULEB             | Nancy             | Finaliste du championnat        |
| Coupe ULEB             | Chalon-sur-Saône  | Demi-finaliste du championnat   |
| Coupe ULEB             | Pau Lacq Orthez   | Vainqueur de la coupe de France |
| Coupe ULEB             | Lyon-Villeurbanne | 5e de la saison régulière       |

1. ↑  « Formule des championnats et qualification européenne », www.lnb.fr (consulté le 17 novembre 2008)
2. ↑  Roanne ayant remporté la Semaine des As et Strasbourg ayant décliné l'offre

## Clubs Participants

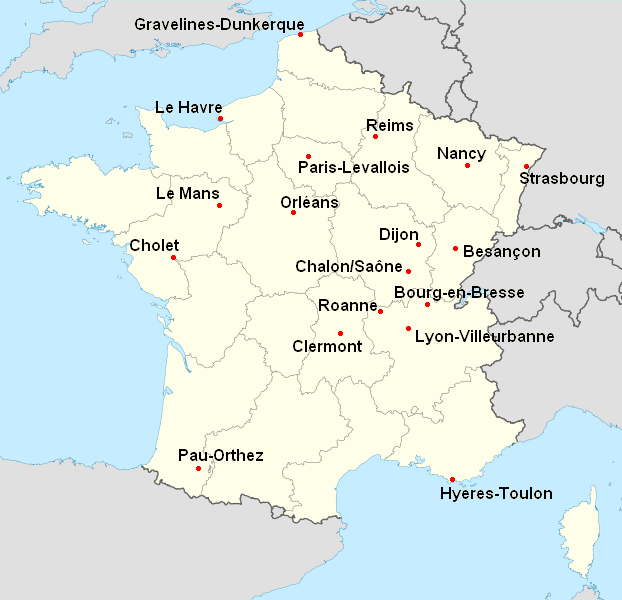
Localisation des clubs engagés dans le championnat.

| Clubs                | Salles (Capacités)                                                                      | Villes           |
| -------------------- | --------------------------------------------------------------------------------------- | ---------------- |
| Paris-Levallois      | Stade Pierre-de-Coubertin (4 200 places) Palais des sports Marcel-Cerdan (3 051 places) | Paris            |
| Chalon-sur-Saône     | Le Colisée (4 000 places)                                                               | Chalon-sur-Saône |
| Cholet               | La Meilleraie (4 500 places)                                                            | Cholet           |
| Dijon                | Palais des sports Jean-Michel-Geoffroy (4 628 places)                                   | Dijon            |
| Gravelines-Dunkerque | Sportica (3 500 places)                                                                 | Gravelines       |
| Hyères Toulon        | Palais des sports Jauréguiberry (4 700 places) Espace 3000 (2 200 places)               | Toulon           |
| Le Havre             | Salle des Docks Océane (3 598 places)                                                   | Le Havre         |
| Le Mans              | Antarès (6 000 places)                                                                  | Le Mans          |
| Lyon-Villeurbanne    | Astroballe (5 600 places)                                                               | Villeurbanne     |
| Nancy                | Palais des sports Jean Weille (6 027 places)                                            | Nancy            |
| Orléans              | Palais des Sports d'Orléans (3 222 places)                                              | Orléans          |
| Pau Lacq Orthez      | Palais des sports de Pau (7 813 places)                                                 | Pau              |
| Roanne               | Halle André-Vacheresse (3 300 places)                                                   | Roanne           |
| Clermont-Ferrand     | Maison des Sports de Clermont-Ferrand (5 000 places)                                    | Clermont-Ferrand |
| Strasbourg           | Rhenus Sport (6 200 places)                                                             | Strasbourg       |
| Bourg-en-Bresse      | Salle des Sports (2 300 places)                                                         | Bourg-en-Bresse  |
| Besançon             | Palais des sports de Besançon (4 200 places)                                            | Besançon         |
| Reims                | Complexe René-Tys (2 800 places)                                                        | Reims            |

## La Saison Régulière

### Matches de la saison régulière
| Résultats (dom.\ext.)                                              | NAN   | ROA    | CHA    | STR   | LYO   | LEM   | CHO   | GRA    | PAU     | DIJ   | ORL    | LEH   | CLE   | PAR    | HYÈ    | BES    | BOU    | REI    |
| Nancy                                                              |       | 90-77  | 92-68  | 56-85 | 78-61 | 82-76 | 90-61 | 81-69  | 80-65   | 85-73 | 81-86  | 96-75 | 75-63 | 105-75 | 108-81 | 90-84  | 76-60  | 77-67  |
| Roanne                                                             | 91-80 |        | 85-83  | 86-80 | 87-84 | 93-76 | 94-81 | 87-83  | 92-91   | 84-85 | 101-75 | 96-86 | 74-68 | 94-79  | 104-83 | 93-88  | 87-76  | 93-74  |
| Chalon-sur-Saône                                                   | 86-84 | 102-76 |        | 89-83 | 82-65 | 86-78 | 72-74 | 89-70  | 79-71   | 71-62 | 67-68  | 79-63 | 68-65 | 81-78  | 92-78  | 79-78  | 79-53  | 74-59  |
| Strasbourg                                                         | 79-85 | 74-77  | 94-63  |       | 93-85 | 60-62 | 83-71 | 82-65  | 95-66   | 78-70 | 106-95 | 76-79 | 89-74 | 83-63  | 98-79  | 69-66  | 109-62 | 80-53  |
| Lyon-Villeurbanne                                                  | 83-86 | 81-77  | 81-64  | 80-91 |       | 66-45 | 89-79 | 100-72 | 77-80   | 80-73 | 74-72  | 91-81 | 93-75 | 86-64  | 84-51  | 96-88  | 108-82 | 112-76 |
| Le Mans                                                            | 73-61 | 75-66  | 99-104 | 63-55 | 94-74 |       | 82-70 | 65-61  | 78-91   | 69-70 | 68-69  | 92-78 | 69-73 | 82-60  | 98-79  | 73-71  | 76-72  | 97-66  |
| Cholet                                                             | 60-86 | 90-87  | 67-73  | 69-50 | 65-78 | 63-57 |       | 77-61  | 56-70   | 64-53 | 75-79  | 90-92 | 62-59 | 63-58  | 85-75  | 89-65  | 78-60  | 83-52  |
| Gravelines-Dunkerque                                               | 87-75 | 83-66  | 83-80  | 75-55 | 77-78 | 60-71 | 72-65 |        | 69-60   | 76-69 | 99-96  | 76-87 | 61-52 | 70-72  | 88-66  | 86-62  | 83-62  | 83-71  |
| Pau Lacq Orthez                                                    | 78-89 | 81-94  | 96-64  | 89-85 | 95-81 | 73-65 | 75-77 | 80-83  |         | 72-78 | 84-69  | 92-70 | 81-66 | 84-54  | 84-98  | 81-71  | 93-69  | 86-78  |
| Dijon                                                              | 88-69 | 86-98  | 77-84  | 85-86 | 86-69 | 66-77 | 74-67 | 88-83  | 80-95   |       | 78-68  | 72-67 | 93-81 | 90-72  | 78-76  | 82-87  | 73-87  | 64-68  |
| Orléans                                                            | 69-98 | 95-90  | 98-57  | 62-83 | 66-63 | 62-59 | 64-72 | 82-80  | 61-87   | 86-78 |        | 77-75 | 67-61 | 77-80  | 79-85  | 74-66  | 91-72  | 69-57  |
| Le Havre                                                           | 71-70 | 69-72  | 111-78 | 57-69 | 71-94 | 68-84 | 73-61 | 96-75  | 76-61   | 80-90 | 89-79  |       | 52-65 | 78-73  | 84-99  | 107-94 | 70-61  | 73-71  |
| Clermont-Ferrand                                                   | 70-79 | 81-85  | 61-63  | 83-85 | 63-55 | 64-61 | 56-59 | 89-62  | 57-67   | 64-75 | 70-67  | 85-77 |       | 81-73  | 77-60  | 66-73  | 68-44  | 84-53  |
| Paris-Levallois                                                    | 69-66 | 80-78  | 72-66  | 74-65 | 78-65 | 60-64 | 56-71 | 64-97  | 83-77   | 76-78 | 66-76  | 78-69 | 66-94 |        | 68-76  | 84-97  | 64-68  | 88-76  |
| Hyères Toulon                                                      | 55-91 | 93-103 | 82-85  | 66-92 | 79-82 | 52-74 | 63-68 | 76-78  | 89-85   | 73-92 | 74-61  | 77-80 | 67-81 | 91-90  |        | 92-83  | 73-49  | 77-83  |
| Besançon                                                           | 86-96 | 89-74  | 74-93  | 76-74 | 61-88 | 72-84 | 76-86 | 97-91  | 103-100 | 90-98 | 78-85  | 81-86 | 70-77 | 72-78  | 95-88  |        | 74-81  | 101-91 |
| Bourg-en-Bresse                                                    | 64-75 | 64-92  | 68-98  | 66-70 | 68-75 | 61-74 | 61-68 | 71-78  | 70-66   | 67-69 | 48-77  | 70-66 | 79-66 | 74-82  | 73-77  | 76-96  |        | 68-66  |
| Reims                                                              | 63-93 | 75-89  | 78-86  | 89-97 | 50-74 | 67-69 | 73-58 | 68-88  | 86-91   | 71-69 | 69-68  | 74-81 | 54-63 | 68-76  | 66-76  | 73-80  | 76-88  |        |
| - Victoire à domicile - Victoire à l'extérieur - Match non disputé |       |        |        |       |       |       |       |        |         |       |        |       |       |        |        |        |        |        |

### Classement de la saison régulière
| Rang | Équipe               | Pts | J  | G  | P  | Pp   | Pc   | Diff |
| ---- | -------------------- | --- | -- | -- | -- | ---- | ---- | ---- |
| 1    | Nancy (F)            | 59  | 34 | 25 | 9  | 2825 | 2498 | 327  |
| 2    | Roanne (S)           | 58  | 34 | 24 | 10 | 2942 | 2780 | 162  |
| 3    | Chalon-sur-Saône     | 57  | 34 | 23 | 11 | 2684 | 2623 | 61   |
| 4    | Strasbourg           | 56  | 34 | 22 | 12 | 2753 | 2480 | 273  |
| 5    | Lyon-Villeurbanne    | 55  | 34 | 21 | 13 | 2752 | 2549 | 203  |
| 6    | Le Mans (T)          | 55  | 34 | 21 | 13 | 2529 | 2375 | 154  |
| 7    | Cholet               | 53  | 34 | 19 | 15 | 2424 | 2408 | 16   |
| 8    | Gravelines-Dunkerque | 52  | 34 | 18 | 16 | 2624 | 2579 | 45   |
| 9    | Pau Lacq Orthez (C)  | 52  | 34 | 18 | 16 | 2747 | 2622 | 125  |
| 10   | Dijon                | 52  | 34 | 18 | 16 | 2642 | 2620 | 22   |
| 11   | Orléans (P)          | 52  | 34 | 18 | 16 | 2569 | 2590 | -21  |
| 12   | Le Havre             | 50  | 34 | 16 | 18 | 2637 | 2698 | -61  |
| 13   | Clermont-Ferrand     | 49  | 34 | 15 | 19 | 2402 | 2358 | 44   |
| 14   | Paris-Levallois      | 47  | 34 | 13 | 21 | 2453 | 2662 | -209 |
| 15   | Hyères Toulon        | 45  | 34 | 11 | 23 | 2606 | 2838 | -232 |
| 16   | Besançon (P)         | 45  | 34 | 11 | 23 | 2744 | 2880 | -136 |
| 17   | Bourg-en-Bresse      | 42  | 34 | 8  | 26 | 2294 | 2673 | -379 |
| 18   | Reims                | 39  | 34 | 5  | 29 | 2361 | 2755 | -394 |

|     | Qualification pour les Play-offs 2007         |
|     | Relégation en Pro B                           |
| (T) | Tenant du titre 2006                          |
| (F) | Finaliste 2006                                |
| (P) | Promu 2006                                    |
| (C) | Vainqueur Coupe de France                     |
| (S) | Vainqueur de la Semaine des As de basket-ball |

## Playoffs
|  | Quarts de finale       | Quarts de finale    | Quarts de finale | Quarts de finale |              |          | Demi-finales         | Demi-finales | Demi-finales | Demi-finales |  |  | Finale | Finale |
|  |                        |                     |                  |                  |              |          |                      |              |              |              |  |  |        |        |
|  | 15, 17 et 19 mai       |                     |                  |                  |              |          |                      |              |              |              |  |  |        |        |
|  |                        |                     |                  |                  |              |          |                      |              |              |              |  |  |        |        |
|  | 1 Nancy                | 77                  | 89               | 64               |              |          |                      |              |              |              |  |  |        |        |
|  | 1 Nancy                | 77                  | 89               | 64               | 22 et 24 mai |          |                      |              |              |              |  |  |        |        |
|  | 8 Gravelines-Dunkerque | 79                  | 66               | 62               |              |          |                      |              |              |              |  |  |        |        |
|  | 8 Gravelines-Dunkerque | 79                  | 66               | 62               | 1 Nancy      | 87       | 87                   |              |              |              |  |  |        |        |
|  | 15 et 17 mai           |                     |                  |                  | 1 Nancy      | 87       | 87                   |              |              |              |  |  |        |        |
|  |                        | 5 Lyon-Villeurbanne | 78               | 75               |              |          |                      |              |              |              |  |  |        |        |
|  | 4 Strasbourg           | 5 Lyon-Villeurbanne | 78               | 75               | 74           | 103      |                      |              |              |              |  |  |        |        |
|  | 4 Strasbourg           |                     |                  |                  | 74           | 103      | 2 juin à Bercy Arena |              |              |              |  |  |        |        |
|  | 5 Lyon-Villeurbanne    | 90                  | 105              |                  |              |          |                      |              |              |              |  |  |        |        |
|  | 5 Lyon-Villeurbanne    | 90                  | 105              | 1 Nancy          | 74           |          |                      |              |              |              |  |  |        |        |
|  | 15 et 17 mai           |                     |                  | 1 Nancy          | 74           |          |                      |              |              |              |  |  |        |        |
|  |                        |                     |                  |                  |              | 2 Roanne | 81                   |              |              |              |  |  |        |        |
|  | 2 Roanne               | 68                  | 74               |                  |              | 2 Roanne | 81                   |              |              |              |  |  |        |        |
|  | 2 Roanne               | 68                  | 74               | 22, 24 et 26     |              |          |                      |              |              |              |  |  |        |        |
|  | 7 Cholet               | 60                  | 60               |                  |              |          |                      |              |              |              |  |  |        |        |
|  | 7 Cholet               | 60                  | 60               | 2 Roanne         | 76           | 82       | 87                   |              |              |              |  |  |        |        |
|  | 15, 17 et 19 mai       |                     |                  | 2 Roanne         | 76           | 82       | 87                   |              |              |              |  |  |        |        |
|  |                        | 3 Chalon-sur-Saône  | 66               | 87               | 80           |          |                      |              |              |              |  |  |        |        |
|  | 3 Chalon-sur-Saône     | 3 Chalon-sur-Saône  | 66               | 87               | 80           | 73       | 78                   | 89           |              |              |  |  |        |        |
|  | 3 Chalon-sur-Saône     |                     |                  |                  |              | 73       | 78                   | 89           |              |              |  |  |        |        |
|  | 6 Le Mans              | 62                  | 85               | 67               |              |          |                      |              |              |              |  |  |        |        |

Le second match et la belle se jouent chez l'équipe la mieux classée lors de la saison régulière.

## Leaders de la saison régulière
| Catégorie                  | Joueur               | Équipe     | Statistiques |
| -------------------------- | -------------------- | ---------- | ------------ |
| Points par match           | Dewarick Spencer     | Roanne     | 20,5         |
| Rebonds par match          | Rob Lewin            | Reims      | 9,6          |
| Passes décisives par match | Laurent Sciarra      | Dijon      | 8,0          |
| Interceptions par match    | Tariq Kirksay        | Nancy      | 2,39         |
| Contres par match          | Rob Lewin            | Reims      | 2,06         |
| % aux tirs                 | Cyril Julian         | Nancy      | 67,3 %       |
| % aux lancer-francs        | Branko Milisavljević | Nancy      | 96,1 %       |
| % à 3 points               | Chuck Eidson         | Strasbourg | 49,5 %       |

## Récompenses individuelles
| - MVP français : - MVP étranger : - Meilleur défenseur : - Meilleur espoir : - Meilleur entraîneur : | Cyril Julian (Nancy) Dewarick Spencer (Roanne) Marc-Antoine Pellin (Roanne) Nicolas Batum (Le Mans) Jean-Denys Choulet (Roanne) |